# 春天的十七个瞬间

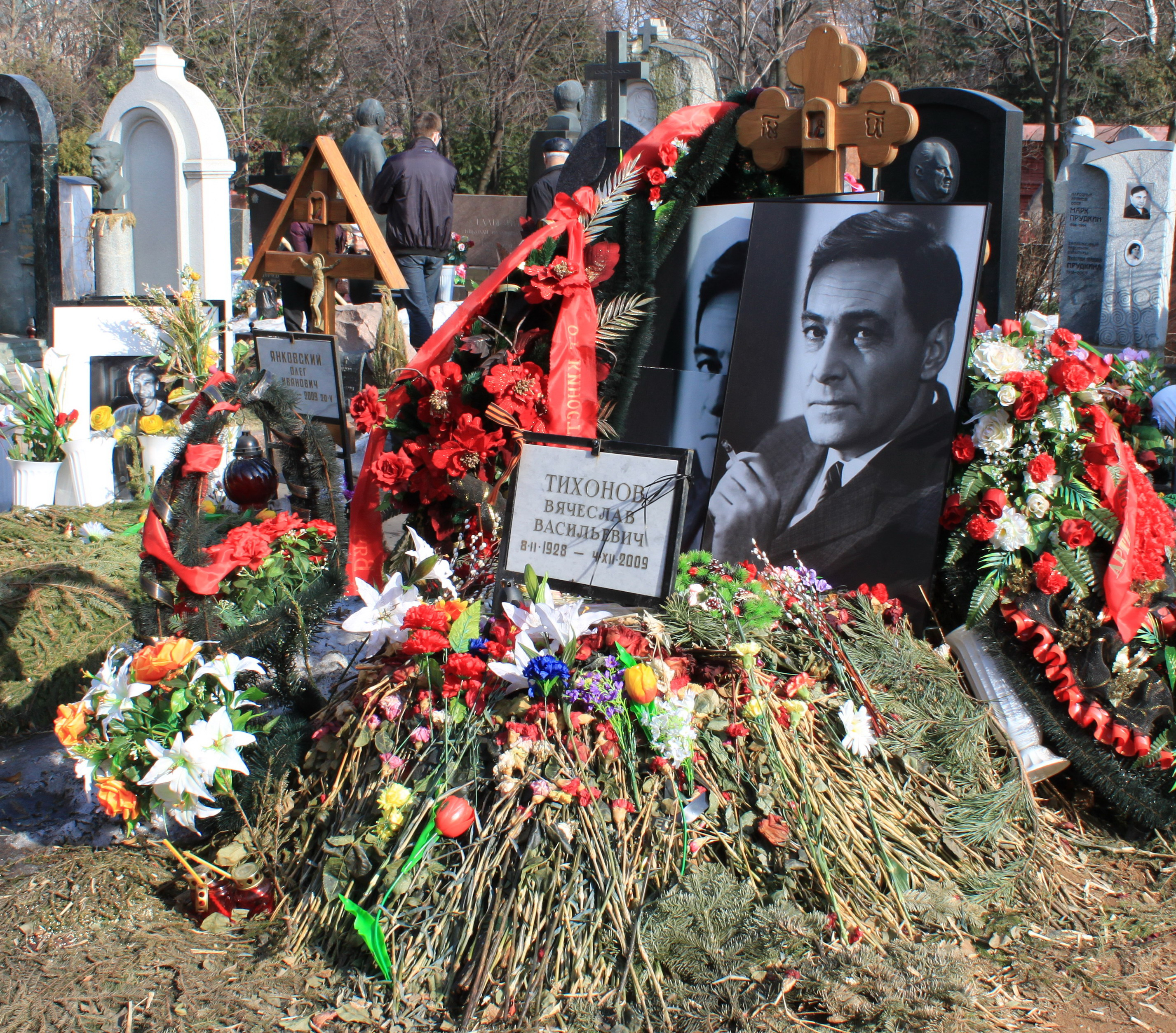
施济利茨的扮演者吉洪诺夫的墓地

《春天的十七个瞬间》（俄语：Семнадцать мгновений весны）是一部苏联电视连续剧（电视电影），由高尔基电影制片厂摄制，塔·丽奥兹诺娃执导，根据小说家尤·谢苗诺夫的同名系列小说拍摄而成。这部电视电影共12集，每集70分钟，共840分钟长。男主角施济利茨由维亚切斯拉夫·吉洪诺夫扮演。其他主要扮演者有列昂尼德·布罗涅沃伊、奥列格·塔巴科夫、Yuri Vizbor、Evgeni Evstigneev、Rostislav Plyatt、瓦西里·兰诺沃依與Mikhail Zharkovsky。

## 故事情节
电影讲述的是1945年春的17天裡发生的事情。苏联情报人员施济利茨长期潜伏在纳粹德国，此时已经是党卫队旗队长。他的上级中央要求他调查德国高层官员中谁在和西方单独媾和。他的机智勇敢最终破坏了敌人的计划，并成功解救了自己的报务员。